# Antípatro Etésias
Antípatro Etésias (? — 279 a.C.) foi rei da Macedónia por um breve período.
Antípatro era filho de Filipe e sobrinho de Cassandro.
Durante a invasão gaulesa da Grécia, a Macedónia teve vários reis, que governaram por pouco tempo. Ptolemeu Cerauno, filho de Ptolemeu I Sóter e Eurídice, filha de Antípatro, era jovem e inexperiente nos assuntos da guerra; sob seu comando o exército macedônio foi cortado em pedaços e destruído pelos gauleses e ele foi morto.
Meleagro, irmão ou tio de Ptolemeu Cerauno, foi o rei seguinte, iniciando seu reinado no quinto mês do primeiro ano da 125a olimpíada, mas governou por apenas poucos dias (dois meses, segundo Eusébio), antes de ser derrotado. Seu sucessor foi Antípatro Etésias, sobrinho de Cassandro, que reinou por quarenta e cinco dias, seguido de Sóstenes. Sóstenes botou Antípatro para correr porque não o considerava como um general capaz de enfrentar a ameaça dos gauleses. Depois de Sóstenes, que derrotou Breno e morreu após dois anos, a Macedónia tornou-se uma anarquia, segundo Eusébio de Cesareia, ou foi governada por Ptolemeu, Alexandre e, finalmente, Pirro, rei do Epiro; o total de tempo de todos estes reis (Meleagro a Alexandre) foi de três anos.
Os macedónios deram a Antípatro o apelido de Etésias por causa dos ventos etésios, que sopraram durante aproximadamente o tempo que ele foi rei.